# 奇霍羅茨庫市鎮

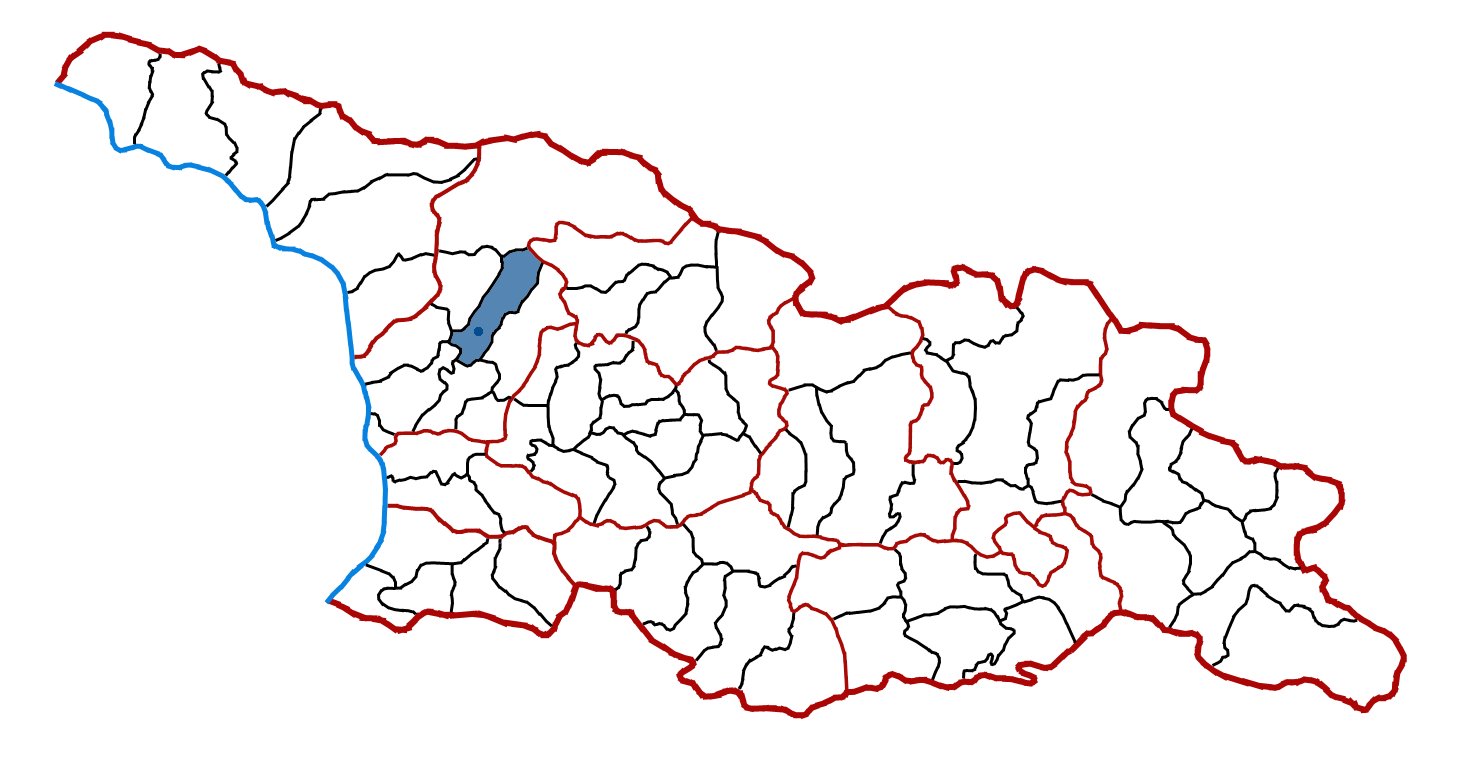

奇霍羅茨庫市鎮，是格魯吉亚西北部拉恰-列其呼米和下斯瓦内蒂大区的市镇，行政中心为奇霍羅茨庫。市镇面積为619平方公里，2014年人口数量为22,309人，人口密度每平方公里36人。